# Дубовка (Тростянецкий район)
Дубовка (укр. Дубівка) — село на Украине, находится в Ободовской сельской общине Гайсинского района Винницкой области.
Код КОАТУУ — 0524185302. Население по переписи 2001 года составляет 26 человек. Почтовый индекс — 24361. Телефонный код — 4343.
Занимает площадь 0,2 км².

## Адрес местного совета
24361, Винницкая область, Тростянецкий р-н, с. Торкановка, ул. Ленина, 110